# Bombardier Recreational Products
Bombardier Recreational Products o BRP es una compañía canadiense cuyo origen se remonta a 1942 cuando Joseph-Armand Bombardier fundó Bombardier en Valcourt, en los Eastern Townships, Quebec (Canadá). En 2003, Bombardier segregó su área de negocio de productos recreativos, creando BRP, para venderla a un grupo de inversores.

## Modelos

### Can-Am
- Outlander 1000 xmr supersport x
- Outlander 400 H.O. EFI XT
- Outlander MAX 400 H.O.
- Outlander MAX 400 H.O.XT
- Outlander 500 H.O. EFI
- Outlander 500 H.O. EFI XT
- Outlander MAX 500 H.O. EFI
- Outlander MAX 500 H.O. EFI XT
- Outlander 650 H.O. EFI
- Outlander 650 H.O. EFI XT
- Outlander MAX 650 H.O. EFI
- Outlander MAX 650 H.O. EFI XT
- Outlander 800 H.O. EFI
- Outlander 800 H.O. EFI XT
- Outlander MAX 800 H.O. EFI
- Outlander MAX 800 H.O. EFI XT
- Outlander XMR 650
- Outlander XMR 800
- Outlander XMR 850
- Outlander XMR 1000
- Outlander MAX X-Tp 1000
- Outlander MAX limited 800,1000
- Outlander MAX 800 H.O. EFI Ltd
- Outlander 800 xxc race performance
- Renegade 1000 xxc
- Renegade 800 EFI X
- Renegade 800 EFI
- Renegade 500 EFI
- Rally 200
- DS 70
- DS 90 4-Stroke
- DS 90 X
- DS 250
- DS 450
- DS 450 X
- Maverick 1000
- Maverick 1000 xds
- Maverick MAX
- Maverick MAX turbo
- Maverick xds, xrs turbo
- Commander 800
- Commander 1000
- Commander 1000 XT
- Commander 1000XT-P
- Commander 1000 limited
- Commander MAX, MAX limited.
- Maverick x3 rs, ds
- Y toda la gama de motocicletas de 3 ruedas Spyder (RS, ST, F3, etc)